# Clymenella antarctica
Clymenella antarctica är en ringmaskart som beskrevs av Knox och Cameron 1998. Clymenella antarctica ingår i släktet Clymenella och familjen Maldanidae. Inga underarter finns listade i Catalogue of Life.